# Pseudohadena evanida
Pseudohadena evanida är en fjärilsart som beskrevs av Rudolf Püngeler 1914. Pseudohadena evanida ingår i släktet Pseudohadena och familjen nattflyn. Inga underarter finns listade.